# آيت عيسى (آيت ميلك)
آيت عيسى هو دُوَّار يقع بجماعة آيت ميلك، إقليم شتوكة آيت باها، جهة سوس ماسة في المملكة المغربية. ينتمي الدوّار لمشيخة آيت ميلك التي تضم 33 دوار. يقدر عدد سكانه بـ 131 نسمة حسب الإحصاء الرسمي للسكان والسكنى لسنة 2004.

## وصلات خارجية
- البوابة الوطنية للجماعات الترابية
- المندوبية السامية للتخطيط